# Анна Саксонска (1420 – 1462)
Вижте пояснителната страница за други личности с името Анна Саксонска.
Анна Саксонска (на немски: Anna von Sachsen; * 5 юни 1420; † 17 септември 1462, Шпангенберг) от род Ветини, е принцеса на Саксония и чрез женитба ландграфиня на Хесен.

## Произход
Тя е най-възрастната дъщеря на курфюрст Фридрих I от Саксония (1370 – 1428) и Катарина от Брауншвайг-Люнебург (1395 – 1442), дъщеря на херцог Хайнрих I фон Брауншвайг.

## Фамилия
През 1431 г. Анна е сгодена и на 8 септември 1433 г. в Касел се омъжва за Лудвиг I (1402 – 1458) от Дом Хесен, ландграф на Хесен. Нейната зестра са 19 000 златни гулдена, Ешвеге, Сонтра и Ванфрид. Двамата имат децата:
- Лудвиг II (1438 – 1471), ландграф на Хесен, ∞ 1454 графиня Матилда фон Вюртемберг (1438 – 1495)
- Хайнрих III (1440 – 1483), ландграф на Хесен-Марбург, ∞ Анна от Катценелнбоген (1443 – 1494)
- Херман (1449 – 1508), 1480 – 1508 архиепископ на Кьолн
- Елизабет (1453 – 1489), наричана „Красивата“, ∞ 1464 граф Йохан III от Насау-Вайлбург (1441 – 1480)
- Фридрих (1458 – 1463)